# ذخیره‌گاه طبیعی ویسیم
ذخیره‌گاه طبیعی ویسیم (انگلیسی: Visim Nature Reserve) یک پارک و ذخیره‌گاه طبیعی در استان سوردلوفسک کشور روسیه است.